# María Bolívar
María Josefina Bolívar (Maturín, estado Monagas, 1975) es una abogada, comerciante y política venezolana. Fue candidata a la presidencia de Venezuela por el Partido Democrático Unidos por la Paz y la Libertad (PDUPL) en las elecciones presidenciales de 2012 y 2013. Aparte, participó en las elecciones regionales de Venezuela de 2012 por el mismo partido y fue candidata para la alcaldía de Maracaibo en las elecciones municipales de Venezuela de 2013.
En 2015, se postula por el circuito 4 del estado Zulia, para diputada en la Asamblea Nacional, en las elecciones parlamentarias de Venezuela de ese año. Dos años más tarde se postula como constituyentista en las elecciones a la Asamblea Nacional Constituyente de Venezuela de 2017.

## Biografía
Bolívar nació en Maturín, para luego migrar junto a sus padres a la ciudad de Maracaibo. Allí cursó sus estudios de secundaria en Fe y Alegría y el Colegio Epifanía de la ciudad marabina. En 2002 egresó de la Universidad del Zulia como abogada. Años más tarde se casó con el ciudadano portugués Mario Vieira y abrieron juntos en Maracaibo una conocida panadería de nombre «Mayami» en la zona La Curva de Molina.

### Candidatura a la presidencia de Venezuela

#### 2012
En febrero de 2012 inscribió su candidatura por el Partido Democrático Unidos por la Paz y la Libertad (PDUPL) a las elecciones para la presidencia de Venezuela realizadas el 7 de octubre de 2012.
El 23 de agosto de 2012, en una entrevista para el canal de noticias Globovisión, tuvo resonancia la imposibilidad de Bolívar de entender una pregunta de la periodista Aymara Lorenzo sobre cómo la candidata iba a controlar la inflación en el país, y cuya frase «dame una ayudaíta» la hizo muy conocida a nivel nacional.
Bolívar ocupó el quinto puesto en las elecciones, obteniendo 7308 votos, un 0,04 % del total.

#### 2013
Tras el deceso del presidente Hugo Chávez y el anuncio de nuevas elecciones presidenciales el 14 de abril de 2013, Bolívar confirmó su nueva candidatura por el PDUPL para la presidencia de Venezuela.
En dicha candidatura, iniciada en Caracas, su plan de gobierno mencionaba sobre que todos los venezolanos tengan acceso a las divisas, educación gratuita y demás servicios. Aparte, informó la guerra mediática que tenían los candidatos Nicolás Maduro y Henrique Capriles.
Bolívar recibió en las elecciones 13 227 votos, que representan el 0,08 % de las preferencias, duplicando así su votación obtenida para el mismo cargo seis meses antes y obteniendo el cuarto lugar, en donde el candidato Nicolás Maduro del PSUV resultó triunfador.

### Candidatura a la gobernación del estado Zulia
El 12 de octubre de 2012, inscribió su candidatura por el Partido Democrático Unidos por la Paz y la Libertad (PDUPL) para las elecciones regionales de Venezuela realizadas el 16 de diciembre de 2012, en ellas Bolívar compitió con Pablo Pérez (candidato de la Mesa de la Unidad Democrática y aspirante a la reelección), Iris Rincón (candidata de NUVIPA) y Francisco Arias Cárdenas (candidato del PSUV).
Bolívar ocupó el cuarto puesto en dichas elecciones, con 620 votos, un 0,04 % del total, donde el candidato oficialista Arias Cárdenas ganó la gobernación del estado Zulia, con 755 632 votos, un 52,19 % del total de los sufragios escrutados.

### Candidatura a la alcaldía de Maracaibo
Bolívar anunció en el programa Espositivo, del canal zuliano Aventura Televisión, que sería de nuevo candidata. Esta vez, ostentaría al cargo de la alcaldía de Maracaibo, por el mismo partido político PDUPL.
Dichas elecciones municipales se celebraron el día 8 de diciembre de 2013, en donde la candidata obtuvo el cuarto lugar con 1723 votos, para un 0,30 % escrutado, perdiendo de esta manera ante Eveling Trejo de Rosales, quien resultó reelecta como alcaldesa.

### Candidatura a la Asamblea Nacional de Venezuela
La política anunció a través de las redes sociales que sería candidata por el circuito 4, que corresponde a las parroquias Venancio Pulgar, Idelfonso Vásquez, y Antonio Borjas Romero de la ciudad de Maracaibo, estado Zulia, para ser diputada a la Asamblea Nacional de Venezuela, apoyada por el partido PDUPL. Las elecciones se realizaron el 6 de diciembre de 2015 y Bolívar no resultó elegida.

### Candidatura a la Asamblea Nacional Constituyente de 2017
María Bolívar se preinscribió y fue admitida por el Consejo Nacional Electoral (CNE) como candidata a la Asamblea Nacional Constituyente de 2017, postulándose por el sector Banca-Comercio, alegando que no se deben «abandonar los espacios que permitan el cambio que reclaman los venezolanos».